# Diócesis de Sangmélima
La diócesis de Sangmélima (en latín: Dioecesis Sangmelimaensis y en francés: Diocèse de Sangmélima) es una circunscripción eclesiástica de la Iglesia católica en Camerún. Se trata de una diócesis latina, sufragánea de la arquidiócesis de Yaundé. Desde el 4 de diciembre de 2008 su obispo es Christophe Zoa.

## Territorio y organización
La diócesis tiene 20 254 km² y extiende su jurisdicción sobre los fieles católicos de rito latino residentes en el departamento de Dja-Et-Lobo en la región del Sur.
La sede de la diócesis se encuentra en la ciudad de Sangmélima, en donde se halla la Catedral de Nuestra Señora.
En 2020 en la diócesis existían 39 parroquias.

## Historia
La diócesis fue erigida el 18 de enero de 1963 con la bula Quod superno del papa Juan XXIII, obteniendo el territorio de la arquidiócesis de Yaundé.
El 20 de mayo de 1991 cedió una parte de su territorio para la erección de la diócesis de Ebolowa-Kribi mediante la bula Permagno gaudio del papa Juan Pablo II, posteriormente dividida entre la diócesis de Ebolowa y la diócesis de Kribi.

## Estadísticas
Según el Anuario Pontificio 2021 la diócesis tenía a fines de 2020 un total de 100 864 fieles bautizados.
| Año                                                                             | Población            | Población | Población      | Sacerdotes | Sacerdotes    | Sacerdotes    | Bautizados por sacerdote | Diáconos permanentes | Religiosos | Religiosos | Parroquias |
| Año                                                                             | Bautizados católicos | Total     | % de católicos | Total      | Clero secular | Clero regular | Bautizados por sacerdote | Diáconos permanentes | Varones    | Mujeres    | Parroquias |
| ------------------------------------------------------------------------------- | -------------------- | --------- | -------------- | ---------- | ------------- | ------------- | ------------------------ | -------------------- | ---------- | ---------- | ---------- |
| 1969                                                                            | 83 100               | 235 000   | 35.4           | 48         | 15            | 33            | 1731                     |                      | 46         | 51         | 20         |
| 1980                                                                            | 101 544              | 293 000   | 34.7           | 50         | 27            | 23            | 2030                     |                      | 27         | 77         | 26         |
| 1990                                                                            | 140 581              | 418 000   | 33.6           | 56         | 15            | 41            | 2510                     |                      | 42         | 82         | 31         |
| 1999                                                                            | 56 536               | 149 017   | 37.9           | 10         | 6             | 4             | 5653                     |                      | 4          | 30         | 14         |
| 2000                                                                            | 56 536               | 149 017   | 37.9           | 11         | 7             | 4             | 5139                     |                      | 4          | 32         | 15         |
| 2001                                                                            | 56 536               | 149 017   | 37.9           | 14         | 10            | 4             | 4038                     |                      | 5          | 31         | 15         |
| 2002                                                                            | 56 536               | 149 017   | 37.9           | 13         | 11            | 2             | 4348                     |                      | 4          | 31         | 15         |
| 2003                                                                            | 56 536               | 149 017   | 37.9           | 20         | 16            | 4             | 2826                     |                      | 5          | 32         | 15         |
| 2004                                                                            | 85 001               | 149 464   | 56.9           | 19         | 16            | 3             | 4473                     |                      | 3          | 28         | 15         |
| 2010                                                                            | 90 220               | 180 000   | 50.1           | 29         | 25            | 4             | 3111                     |                      | 7          | 35         | 20         |
| 2014                                                                            | 90 608               | 194 800   | 46.5           | 30         | 23            | 7             | 3020                     |                      | 10         | 31         | 23         |
| 2017                                                                            | 92 710               | 198 140   | 46.8           | 38         | 28            | 10            | 2439                     |                      | 11         | 33         | 30         |
| 2020                                                                            | 100 864              | 216 075   | 46.7           | 46         | 34            | 12            | 2192                     |                      | 16         | 30         | 39         |
| Fuente: Catholic-Hierarchy, que a su vez toma los datos del Anuario Pontificio. |                      |           |                |            |               |               |                          |                      |            |            |            |

## Episcopologio
- Pierre-Célestin Nkou † (18 de enero de 1963-16 de mayo de 1983 falleció)
- Jean-Baptiste Ama † (22 de julio de 1983-20 de mayo de 1991 nombrado obispo de Ebolowa-Kribi)
- Raphaël Marie Ze † (23 de enero de 1992-4 de diciembre de 2008 retirado)
- Christophe Zoa, desde el 4 de diciembre de 2008